# Brian Binnie

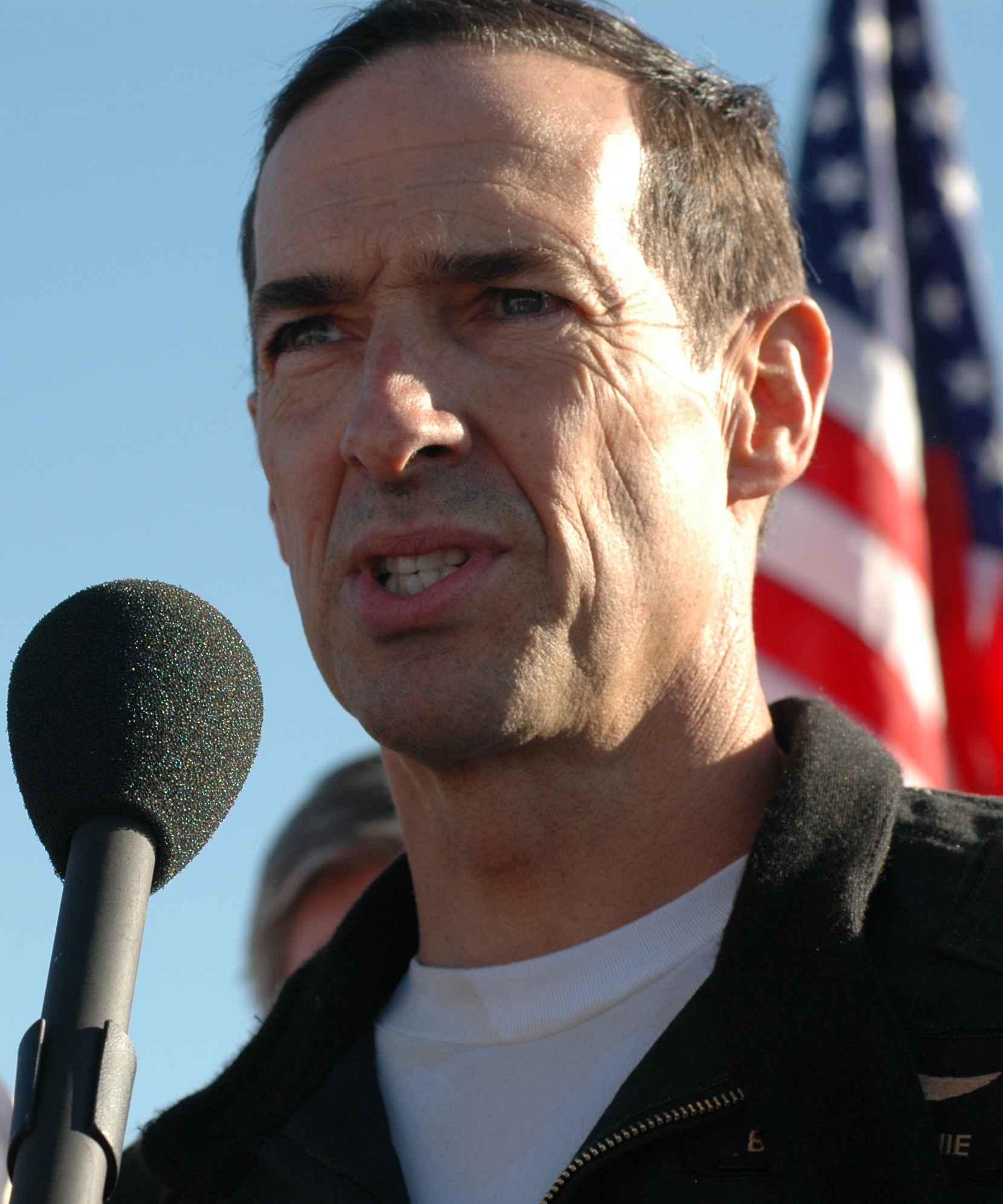
Brian Binnie (2004)

William Brian Binnie (* 26. April 1953 in West Lafayette, Indiana, USA; † 15. September 2022) war ein amerikanischer Testpilot und suborbitaler Raumfahrer.
Brian wurde in Indiana geboren, wuchs jedoch in Schottland auf, wo sein Vater Physik an der University of Aberdeen lehrte. Als Jugendlicher kehrte er in die USA zurück. In Lexington (Massachusetts) ging er auf die High School und studierte anschließend an der Brown University in Rhode Island. 1975 erhielt er einen Bachelor in Luft- und Raumfahrttechnik sowie im Jahr darauf einen Master in Flüssigkeitsphysik. Die Princeton University verlieh ihm später einen weiteren Master in Luftfahrttechnik.
Nach seinem Studium trat er 1978 in die US Navy ein und flog dort hauptsächlich A-7 Corsair II und F/A-18 Hornet. 1988 graduierte er an der United States Naval Test Pilot School in Maryland und war folglich Testpilot an verschiedenen Flugmustern. Im Zweiten Golfkrieg absolvierte er insgesamt 33 Kampfeinsätze. 1998 schied er nach über 4.300 Flugstunden im Rang eines Commanders aus der Navy aus.
1999 war Binnie Testpilot für einen atmosphärischen Prototyp des Roton-Raumfahrzeugs (einer Kombination aus Hubschrauber und Rakete), das von der Firma Rotary Rockets entwickelt wurde. Nachdem das Roton-Programm eingestellt worden war, wechselte er zu Scaled Composites.
SpaceShipOne wurde von Scaled Composites entwickelt. Am 17. Dezember 2003, dem 100. Jahrestag des ersten Motorfluges der Gebrüder Wright, steuerte Binnie als einer von vier qualifizierten Piloten – neben Binnie Michael Melvill, Peter Siebold und Douglas Shane – für das experimentelle Raketenflugzeug den ersten angetriebenen Testflug mit der Bezeichnung 11P. Dabei erreichte er eine Geschwindigkeit von Mach 1,2 und eine Höhe von 20,7 Kilometern.
Am 4. Oktober 2004 war Binnie der Pilot des zweiten Preisflugs zum Gewinn des Ansari X-Prize, wobei er mit 112 Kilometern die 100-Kilometer-Marke deutlich überschritt und somit als Astronaut gezählt wird. Damit gewann er für Scaled Composites das Ansari-X-Prize-Preisgeld in Höhe von 10 Millionen US-Dollar.
Für die Erprobung der SpaceShipOne wurde er mit seinen Kollegen Mike Melvill und Peter Siebold 2004 mit dem Iven C. Kincheloe Award für herausragende Leistungen bei der Flugerprobung ausgezeichnet.
Im April 2014 wechselte Binnie von Scaled Composites zum Konkurrenten XCOR Aerospace.
Binnie und seine Frau (Spitzname „Bub“) haben zwei erwachsene Söhne und eine Tochter.